# Nu2 Lupi
Título a ser usado para criar uma ligação interna é Nu2 Lupi.
Nu2 Lupi (85 Lupi) é uma estrela na direção da constelação de Lupus. Possui uma ascensão reta de 15h 21m 49.57s e uma declinação de −48° 19′ 01.1″. Sua magnitude aparente é igual a 5.65. Considerando sua distância de 47 anos-luz em relação à Terra, sua magnitude absoluta é igual a 4.83. Pertence à classe espectral G2V. Possui três planetas confirmados.